# Katra (Jammu-et-Cachemire)
 (décembre 2022).
La mise en forme du texte ne suit pas les recommandations de Wikipédia : il faut le « wikifier ».
Les points d'amélioration suivants sont les cas les plus fréquents. Le détail des points à revoir est peut-être précisé sur la page de discussion.
- Les titres sont pré-formatés par le logiciel. Ils ne sont ni en capitales, ni en gras.
- Le texte ne doit pas être écrit en capitales (les noms de famille non plus), ni en gras, ni en italique, ni en « petit »…
- Le gras n'est utilisé que pour surligner le titre de l'article dans l'introduction, une seule fois.
- L'italique est rarement utilisé : mots en langue étrangère, titres d'œuvres, noms de bateaux, etc.
- Les citations ne sont pas en italique mais en corps de texte normal. Elles sont entourées par des guillemets français : « et ».
- Les listes à puces sont à éviter, des paragraphes rédigés étant largement préférés. Les tableaux sont à réserver à la présentation de données structurées (résultats, etc.).
- Les appels de note de bas de page (petits chiffres en exposant, introduits par l'outil «  Source ») sont à placer entre la fin de phrase et le point final[comme ça].
- Les liens internes (vers d'autres articles de Wikipédia) sont à choisir avec parcimonie. Créez des liens vers des articles approfondissant le sujet. Les termes génériques sans rapport avec le sujet sont à éviter, ainsi que les répétitions de liens vers un même terme.
- Les liens externes sont à placer uniquement dans une section « Liens externes », à la fin de l'article. Ces liens sont à choisir avec parcimonie suivant les règles définies. Si un lien sert de source à l'article, son insertion dans le texte est à faire par les notes de bas de page.
- La présentation des références doit suivre les conventions bibliographiques. Il est recommandé d'utiliser les modèles {{Ouvrage}}, {{Chapitre}}, {{Article}}, {{Lien web}} et/ou {{Bibliographie}}. Le mode d'édition visuel peut mettre en forme automatiquement les références.
- Insérer une infobox (cadre d'informations à droite) n'est pas obligatoire pour parachever la mise en page.

Pour une aide détaillée, merci de consulter Aide:Wikification.
Si vous pensez que ces points ont été résolus, vous pouvez retirer ce bandeau et améliorer la mise en forme d'un autre article.
Katra (en ourdou : کترا, en hindi : कटड़ा) est une ville du territoire de l'Union du Jammu-et-Cachemire, en Inde. Elle est située au pied des monts Trikuta, où se trouvent le sanctuaire de Vaishno Devi, et sert de camp de base pour les pèlerins qui s'y rendent.

## Géographie
Katra est situé à 32°59′N 74°57′E / 32.98°N 74.95°E
. La ville a une altitude moyenne de 875 mètres. Elle est située dans le piémont himalayen, sur la cordillère des Shivaliks et face au massif des Monts Trikuta,. La rivière Banganga traverse la commune.
Katra est situé à 24 km de la ville de Reasi, à 42 kilomètres de la ville de Jammu et environ 685 kilomètres au nord de la capitale nationale New Delhi.
Des rapports font état d'éventuelles réserves de pétrole dans la région. 

## Démographie
Au recensement indien de 2011, Katra avait une population totale de 9 008 habitants, dont 5 106 hommes et 3 902 femmes. La population dans le tranche d'âge de 0 à 6 ans était de 1 012 individus. 
Le nombre total de personnes alphabètes à Katra était de 6 841, ce qui constituait 75,9% de la population, avec un taux d'alphabétisation des hommes à 79,4% et à 71,4% pour les femmes. Le taux d'alphabétisation effectif de la population (c'est-à-dire âgée de 7 ans et plus) à Katra était de 85,6 %, dont 89,2 % chez les hommes et 80,8 % chez les femmes.  
Les populations catégorisées comme "castes répertoriées" (intouchables) et "tribus répertoriées" (adivasis) était composées respectivement de 1 925 et 9 individus. 
Katra comptait 1594 ménages en 2011. 

### Langues
D'après le recensement de 2011, la majorité de la population (78,2%) parlait le dogri, suivi de l'hindi (10,6%), du pendjabi (2,5%), de l'assamais (2,2%) et du cachemiri (1,4%). 

## Tourisme
Katra sert de camp de base pour les pèlerins qui visitent le sanctuaire de Vaishno Devi. Ceux-ci devant s'inscrire auprès des autorités responsables du sanctuaire à Katra, afin d'y accéder par un sentier de randonnée de 14 km. Cette inscription permet également aux pèlerins de bénéficier d'une assurance accident jusqu'à 100 000 , couvrant l'ensemble du parcours.
En conséquence, l'économie de la ville est très orientée vers le tourisme religieux, avec une offre en hôtellerie (hôtels, maisons d'hôtes,...) et en restauration (restaurants, dhabas (restoroutes indien), fast-foods,...) très importante. L'offre en hébergements gratuits est fournie par des fondations religieuses ou caritatives, sous la forme de "Sarais". 
Le nombre de pèlerins qui visitent le sanctuaire chaque année est passé de 1,4 million en 1986 à 8,2 millions en 2009.

## Transport

### Routier
Katra a un bon accès routier vers d'autres localités du Jammu-et-Cachemire et de l'Inde. Le NH 144 passe par Katra. Actuellement, il faut environ 12 heures pour voyager de New Delhi à Katra. L'autoroute prévue Delhi-Amritsar-Katra raccourcira la durée à 7 heures. 

### Ferroviaire
La ligne Jammu-Baramulla relie la gare de Katra au reste du réseau ferré indien. Elle a été inaugurée par le Premier ministre indien Narendra Modi le 4 juillet 2014. La gare, nommée Shri Mata Vaishno Devi Katra, constitue notamment le terminus du Himsagar Express. 

### Aérien
L'aéroport le plus proche de Katra est l'aéroport de Jammu, situé à une distance de 50 kilomètres, seuls des vols intérieurs y sont assurés. Il existe de nombreux héliports dans et autour de Katra qui desservent tout spécialement le temple de Vaishno Devi.